# Bouvron, Loire-Atlantique
Bouvron (bretonsko Bolvronn) je naselje in občina v francoskem departmaju Loire-Atlantique regije Loire. Leta 2012 je naselje imelo 2.961 prebivalcev.

## Geografija
Kraj leži v pokrajini Bretaniji 49 km severozahodno od Nantesa.

## Uprava
Občina Bouvron skupaj s sosednjimi občinami Blain, Bouée, Campbon, La Chapelle-Launay, Cordemais, Le Gâvre, Lavau-sur-Loire, Malville, Prinquiau, Quilly, Saint-Étienne-de-Montluc, Savenay in Le Temple-de-Bretagne sestavlja kanton Blain; slednji se nahaja v okrožju Châteaubriant.

## Zanimivosti
- dvorec, prvotno trdnjava Château de Quéhillac iz 16. in 17. stoletja, s kapelo sv. Mateja, francoski zgodovinski spomenik od leta 2002,
- cerkev Jezusove spremenitve na gori,
- kapeli sv. Julijana, zaselek Saint-Julien,
- kapela sv. Andreja, zaselek Chatel.
- hipodrom Grand Clos s spominskim obeležjem nemške predaje v Saint-Nazairškem žepu 11. maja 1945.